# Безданское ограбление
Безда́нское ограбление (пол. Akcja pod Bezdanami) — ограбление почтового поезда на станции Безданы, совершённое 26 сентября 1908 года боевиками Польской социалистической партии под руководством будущего польского национального героя и главы государства Юзефа Пилсудского.

## Предыстория
Юзеф Пилсудский ещё в 1904 году основал Боевую организацию Польской социалистической партии[en]. Польские революционеры активно участвовали в революции 1905–07 годов. Только в 1906 году боевые организации, насчитывавшие 750 человек, действовавшие в бывшем Царстве Польском, убили или ранили 1000 русских чиновников. Значительную часть операций революционеров составляли экспроприации. В 1908 году Пилсудский при поддержке австрийских властей организовал в Кракове военную школу, где подготавливались боевики (пол. bojówki).

## Ограбление
26 сентября 1908 года на станции Безданы, недалеко от Вильно боевая группа, возглавляемая Юзефом Пилсудским, напала на почтовый поезд, перевозивший деньги из Варшавы в Петербург. Группа состояла из двадцати человек: 16 мужчин и 4 женщин. Среди них была будущая вторая жена Юзефа Пилсудского Александра Щербинская[pl], трое будущих премьер-министров Польши Томаш Арцишевский, Александр Пристор, Валерий Славек и другие видные деятели будущей Польской республики. Четверо из боевиков ехали на поезде пассажирами, а остальные ждали на станции Безданы. Когда поезд прибыл на станцию, боевики бросили бомбу в поезд. В короткой перестрелке был убит один русский солдат из охраны и пятеро ранено, после этого охрана прекратила сопротивление. Боевики взорвали почтовый вагон и сейфы в нём динамитом, переложили деньги в мешки и скрылись. Сумма экспроприированного составила 200812 рублей 61 копейку — гигантскую по тем временам сумму.
Вскоре после ограбления был арестован Ян Фиялковский[pl], и, по его показаниям, давший приют боевикам Игнаций Грабовский[pl]. Показания Фиялковского и Эдмунда Тарановича[pl] вывели на Чеслава Свирского[pl]. Затем арестовали Чеслава Закшевского[pl] и Цезары Казакевича[pl]. Свирского, Фиялковского и Закшевского 9 сентября 1909 года приговорили к смертной казни, а Грабовского и Казакевича — каторге. В результате многочисленных вмешательств смертная казнь была заменена на пожизненную каторгу.
Деньги были потрачены на создание в Галиции «Союза гражданского сопротивления» (пол. Związek Walki Czynnej) и дачу взяток для выкупа революционеров и членов их семей. Часть средств была передана в кассу стрелецких союзов (пол. Związek Strzelecki)).
Ограбление на станции Безданы стало одной из успешнейших и крупнейших акций по экспроприации средств, а также единственной — с участием Пилсудского. В связи с составом участников она иногда называется «Акцией четырёх премьеров».